# Lobethal
Lobethal är en ort i Australien. Den ligger i kommunen Adelaide Hills och delstaten South Australia, omkring 25 kilometer öster om delstatshuvudstaden Adelaide. Antalet invånare är 2 219.
Runt Lobethal är det ganska glesbefolkat, med 36 invånare per kvadratkilometer..
Trakten runt Lobethal består till största delen av jordbruksmark. Genomsnittlig årsnederbörd är 593 millimeter. Den regnigaste månaden är juli, med i genomsnitt 95 mm nederbörd, och den torraste är december, med 13 mm nederbörd.